# Priolepis aureoviridis
Priolepis aureoviridis är en fiskart som först beskrevs av Gosline, 1959.  Priolepis aureoviridis ingår i släktet Priolepis och familjen smörbultsfiskar. Inga underarter finns listade i Catalogue of Life.